# Келлі Ралон
Келлі Ралон  (англ. Kelly Rulon, 16 серпня 1984) — американська ватерполістка, олімпійська чемпіонка.

## Виступи на Олімпіадах
| Олімпіада   | Дисципліна | Місце |
| ----------- | ---------- | ----- |
| Афіни 2004  | водне поло | 3     |
| Лондон 2012 | водне поло | 1     |